# オマー・コリー
オマー・コリー（Omar Colley 1992年10月24日 - ）は、ガンビアのサッカー選手。ポジションはDF。ガンビア代表。スュペル・リグ・ベシクタシュJK所属。

## クラブ経歴
2013年1月、クオピオン・パロセウラに2年契約で移籍。
2014年8月、アルスヴェンスカンのユールゴーデンIFに3年契約で移籍した。
2016年8月にはKRCヘンクへの移籍が破談になりかけたものの、結局はユールゴーデンが売却するにいたった。さらに翌年にはUCサンプドリアが獲得を試みたものの、ヘンク側が認めなかったため、移籍は1年後に延期となった。
2023年2月9日、スュペル・リグのベシクタシュJKに2024-25シーズンまでの契約で移籍した。この契約にはクラブでのパフォーマンスに基づく1年間の契約延長オプションも付随する。

## 代表経歴
2012年12月15日、アンゴラとの親善試合でA代表デビューを果たした。
2022年に開催されたアフリカネイションズカップ2021では全試合フル出場すると、ガンビアは準々決勝にまで進出した。

## 人物
イスラム教徒であるコリーは2018年に当時のチームメイトであったムブワナ・サマッタとメッカにウムラ（小巡礼）した。